# Gluta
Genre
Classification phylogénétique
Le genre Gluta appartient à la famille des Anacardiaceae et regroupe des espèces trouvées à Madagascar, en Assam, et de l’Asie du Sud-Est jusqu’en Nouvelle-Guinée.
Ce genre a été défini par Carl Linné en 1771 dans Mantissa Plantarum 2: 293, avec pour spécimen type Gluta benghas.
En 1978, Ding Hou propose de ramener l’ensemble des espèces du genre Melanorrhoea sous le genre de Gluta (famille des Anacardiaceae).
Le nouveau genre élargi contient environ 30 espèces réparties à Madagascar, Inde (Assam), Myanmar, Thaïlande, Cambodge, Laos, Vietnam, Malaisie, Chine (Guangxi), Indonésie (Sumatra, Kalimantan, Sulawesi) et Nouvelle Guinée. Leur sève blanche est allergisante.

## Liste des espèces
En juillet 2020, Plants of the World online acceptait 34 espèces:
| - Gluta aptera (King) Ding Hou - Gluta beccarii (Engl.) Ding Hou - Gluta cambodiana Pierre - Gluta capituliflora Ding Hou - Gluta celebica Kosterm. - Gluta compacta Evrard - Gluta curtisii (Oliver) Ding Hou - Gluta elegans (Wall.) Kurz - Gluta glabra (Wall.) Ding Hou - Gluta gracilis Evrard - Gluta laccifera (Pierre) Ding Hou - Gluta lanceolata Ridl. - Gluta laxiflora Ridl. - Gluta longipetiolata Kurz - Gluta macrocarpa (Engl.) Ding Hou - Gluta malayana (Corner) Ding Hou - Gluta megalocarpa (Evrard) Tardieu | - Gluta oba (Merr.) Ding Hou - Gluta obovata Craib - Gluta papuana {Ding Hou - Gluta pubescens (Ridl.) Ding Hou - Gluta renghas L. - espèce type - Gluta rostrata Ding Hou - Gluta rugulosa Ding Hou - Gluta sabahana Ding Hou - Gluta speciosa (Ridl.) Ding Hou - Gluta tavoyana Hook.f. - Gluta torquata (King) Tardieu - Gluta tourtour Marchand - Gluta travancorica Bedd. - Gluta usitata (Wall.) Ding Hou - Gluta velutina Blume - Gluta wallichii (Hook.f.) Ding Hou - Gluta wrayi King |